# Castillo de Mucientes
El castillo de Mucientes se encuentra en la localidad del mismo nombre, provincia de Valladolid (Castilla y León, España).

## Historia
En el año 1326, Alfonso XI de Castilla entrega el lugar de Mucientes "con su castiello" a su mayordomo mayor Alvar Núñez Osorio. El documento es la primera mención escrita de lo que fue un edificio modesto, utilizado hasta el siglo XVII como palacio residencial por los sucesivos condes de Ribadavia, señores de Mucientes.
En sus, al menos, 400 años de existencia, la fortaleza fue testigo de visitas reales, de confinamientos, de asaltos… Pero, sin duda, su momento de mayor esplendor lo alcanza cuando es utilizado como Palacio Real –y por tanto capital de los reinos de Castilla– durante la primera semana de julio de 1506. En aquellos días de ambiciones e intrigas, Felipe I de Castilla 'el Hermoso' intentó –sin éxito– que los procuradores castellanos inhabilitaran para las labores de gobierno a Juana I de Castilla 'la Loca'. Cuentan las Crónicas que "doña Juana estaba sola, en una sala oscura, sentada en una ventana, vestida de negro y unos capirotes puestos en la cabeza que le cubrían el rostro".
Durante la guerra de las Comunidades de Castilla, las tropas de la Junta, al mando de Padilla, conquistan Mucientes el 5 de febrero de 1521 y ponen a Juan de Mendoza al frente de la defensa del castillo. Aunque la Junta de Valladolid ordenó el "derrueque" de la fortaleza, esta orden no llega a ejecutarse.
En 1751, el Catastro de Ensenada aporta las medidas de la fortaleza: 60 varas de frente por 220 varas de fondo [50 x 185 metros], describiéndolo ya como "un castillo arruinado, con diferentes trozos de muralla en su circunferencia". En 1823 se autoriza a sacar piedra de dos paredes para "obras de utilidad común". Un siglo después, en 1932, siguen arrancándose sillares "para las obras de los lavaderos de la fuente nueva". El fin estaba próximo: diez años después, la 'cantera' se había agotado.

## Excavaciones
En 2006, con motivo de las celebraciones del V Centenario de aquellas Cortes de Mucientes, el Ayuntamiento protege en su planeamiento urbanístico el altozano, el foso y sus alrededores para que, en unos años, se convierta en un gran parque público con los restos recuperados del castillo como eje central.
La excavación arqueológica comenzó en el mes de octubre de 2006. Seis meses después ya habían sido descubierto los arranques de los muros de las caras norte y este, además de buena parte del pavimento original del patio de armas y de la torre del homenaje, capiteles y tambores de columnas, el aljibe, etc.